# Hans Hoyer
Hans Hoyer (ur. 20 września 1890, zm. 15 listopada 1917) – niemiecki as myśliwski z czasów I wojny światowej z 8 potwierdzonymi zwycięstwami powietrznymi.
Hans Hoyer do armii wstąpił w październiku 1911 roku. Służbę rozpoczął w 1 Pułku Artylerii Polowej. Po wybuchu wojny został przeniesiony do 12 Saksońskiego Pułku Artylerii, w jednostce służył do kwietnia 1916 roku, otrzymując Krzyż Rycerski Wojskowego Orderu Świętego Henryka. W kwietniu 1916 roku został przeniesiony do lotnictwa. Po szkoleniu został przydzielony do jednostki obserwacyjnej FA 10, w której służył przez rok do maja 1917 roku, a po przemianowaniu jednostki na FAA270 został skierowany do szkoły pilotów myśliwskich i od lipca 1917 roku przydzielony do eskadry myśliwskiej Jagdstaffel 36. Jeszcze przed odniesieniem pierwszego zwycięstwa powietrznego pełnił obowiązki dowódcy eskadry w okresie urlopu Waltera von Bulow-Bothkamp pomiędzy 4 a 21 sierpnia. Pierwsze potwierdzone zwycięstwo odniósł 23 sierpnia. do 29 października 1917 roku miał już na swym koncie 6 potwierdzone i co najmniej 2 niepotwierdzone zwycięstwa. 29 października ponownie został wyznaczony na pełniącego obowiązki dowódcy eskadry. Stanowisko to pełnił do 7 listopada, do dnia powrotu Waltera von Bulow-Bothkamp.
15 listopada odniósł ostatnie niepotwierdzone zwycięstwo powietrzne, zanim zginął w okolicach Tenbrielen, gdy jego Albatros D.V został zestrzelony przez brytyjskiego asa Philipa Fletchera Fullarda z 1 Squaronu RAF.

## Odznaczenia
- Order Wojskowy Świętego Henryka – 30 listopada 1915
- Krzyż Żelazny I Klasy
- Krzyż Żelazny II Klasy